# Urechinus
Genre
Urechinus est un genre d'oursins irréguliers de la famille des Urechinidae.

## Description et caractéristiques
Ce sont des oursins très irréguliers, dont la forme a évolué de la sphère vers une forme ovale, rappelant celle d'un ballon de baudruche. Ces oursins sont structurés selon une symétrie bilatérale secondaire, avec la bouche à l'« avant » et l'anus à l'« arrière ». Les piquants (« radioles ») sont courts, fins et clairsemés.
Leur test est fin et très fragile. Ce genre se distingue des autres au sein de cette famille par ses plaques génitales antérieures non fusionnées.

## Systématique
Selon World Register of Marine Species (13 décembre 2015) :
- Urechinus antipodeanus McKnight, 1974
- Urechinus naresianus A. Agassiz, 1879
- Urechinus reticulatus H.L. Clark, 1913

## Galerie

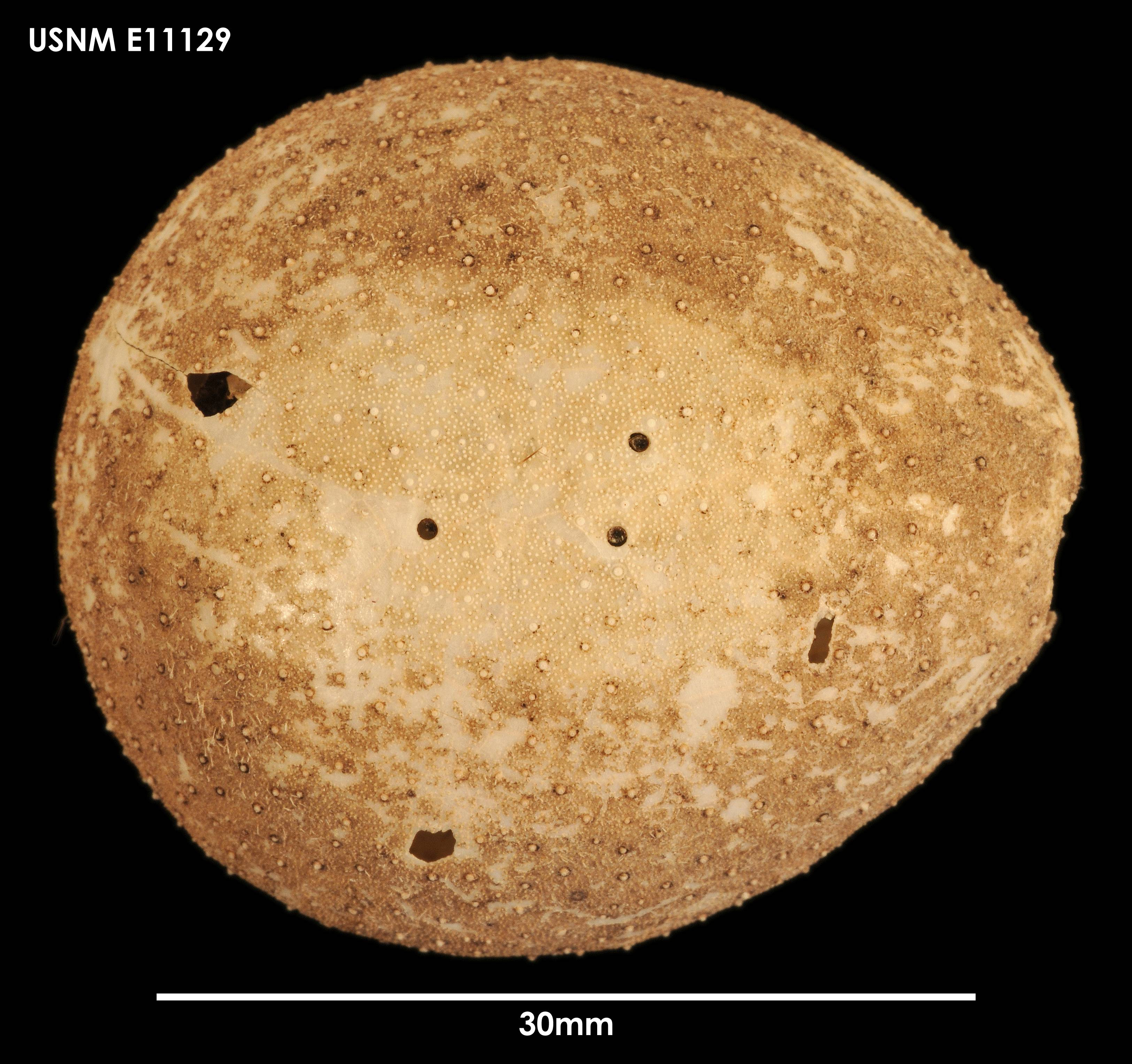
Urechinus naresianus.
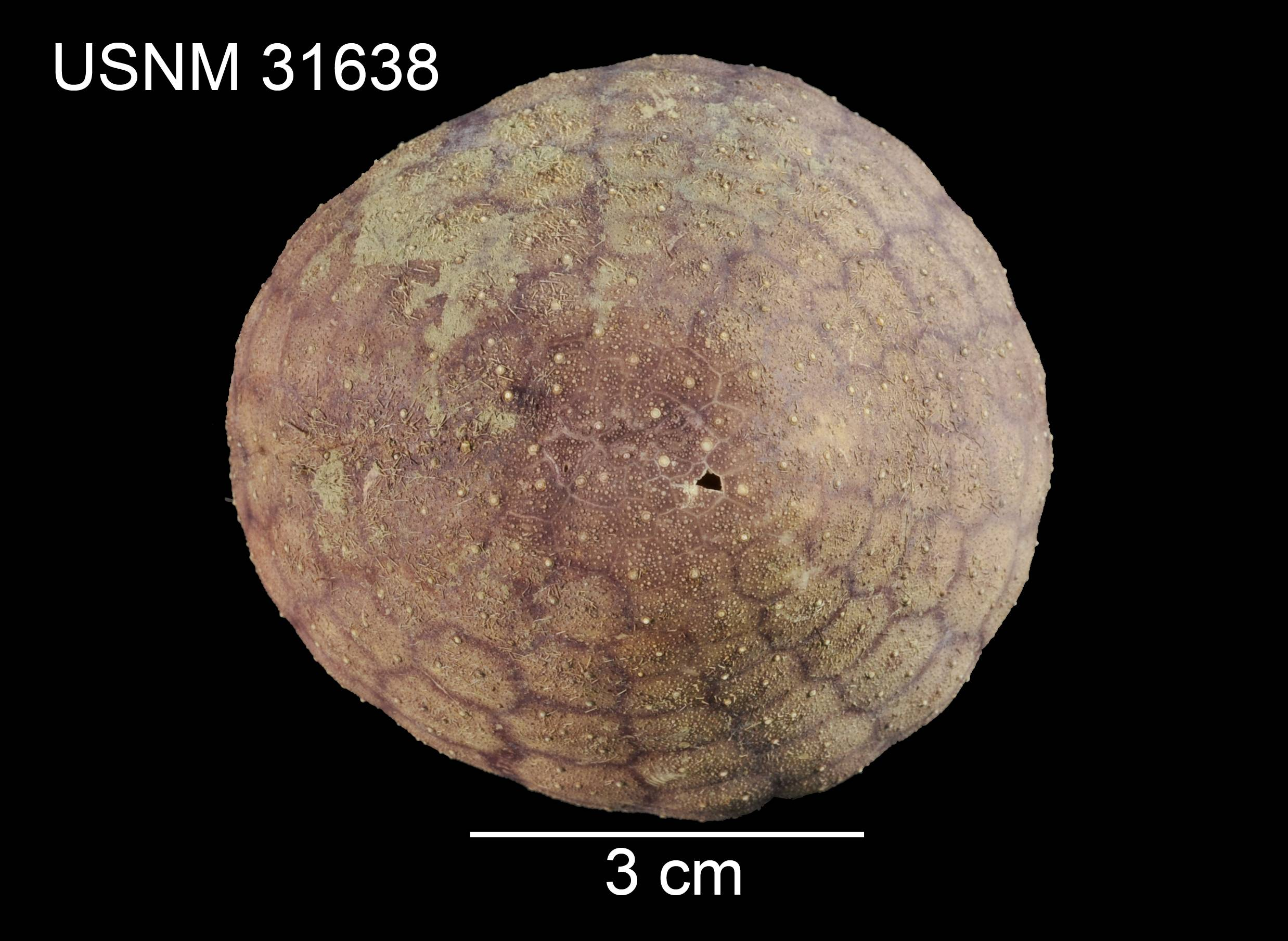
Urechinus reticulatus.